# Асиняково
Асиня́ково — упразднённая деревня, ныне урочище на территории Кайбицкого района Республики Татарстан Российской Федерации.

## География
Находится возле урочища Гордеево, примерно в трёх километрах к югу от села Русское Азелеево в Зеленодольском районе Республики Татарстан. 

## История
Согласно «Списку населённых мест Российской империи по сведениям 1859—1873 годов» деревня владельческая Асеняково при рч. Сербинке.
В справочных изданиях после 1963 не упоминается.

### Административно-территориальная принадлежность
Деревня входила в Азелеевскую волость Свияжского уезда Казанской губернии.
С 1930 в составе Гордеевского сельсовета Буинского района, с 1956 — Арслановского сельсовета Кайбицкого района, с 1964 — Гордеевского сельсовета Апастовского района.

## Население
Согласно «Списку населённых мест Российской империи по сведениям 1859—1873 годов» проживали 217 человек, из них 117 женщин,
100 мужчин. Список населённых мест Казанской губернии (1910—1914) приводит численность 507 человек (к 1907 году, русские), 394 человек (1930, русские), 316 (1939, русские), 107 (1963, русские).